# Siniperca roulei
Siniperca roulei е вид бодлоперка от семейство Percichthyidae.

## Разпространение и местообитание
Видът е разпространен в Китай (Гуанси, Джъдзян, Дзянси, Дзянсу, Фудзиен, Хубей, Хунан и Шанхай).
Обитава сладководни басейни и реки в райони с умерен климат.

## Описание
Популацията на вида е намаляваща.